# Перич, Лука
Лука Перич (хорв. Luka Perić; 14 декабря 1987, Загреб, Хорватия) — хорватский футболист, защитник австрийского клуба «Вильдон».

## Карьера
Воспитанник загребского «Динамо». После ухода из «Динамо», выступал за клубы различных лиг Хорватии, однако в Высшей лиге не играл. Летом 2011 года подписал контракт с литовским клубом «Жальгирис», в составе которого принимал участие в отборочных матчах Лиги Европы и стал чемпионом Литвы. 17 февраля 2014 года перешёл в клуб второй шведской лиги «Эстерсунд». Годом позже вернулся в Хорватию, где подписал контракт с клубом «Горица» из второй лиги Хорватии. В январе 2017 стал игроком латвийского РФС. Проведя 3 матча в чемпионате Латвии, перешёл в «Йонаву». С февраля 2018 года играет в клубе австрийской ландеслиги «Штирмарк» «Вильдон».

## Достижения

### Командные
«Жальгирис»
- Чемпион Литвы (1): 2013
- Серебряный призёр чемпионата Литвы (2): 2011, 2012
- Обладатель Кубка Литвы (3): 2011/2012, 2012/2013, 2013/2014
- Обладатель Суперкубка Литвы (1): 2013